# Préfecture de Lélouma
La préfecture de Lélouma est une subdivision administrative de la région de Labé, en Guinée. 
La ville de Lélouma en est le chef-lieu actuel.

## Subdivision administrative
La préfecture de Lélouma est subdivisée en onze (11) sous-préfectures: Lélouma-Centre, Balaya, Djountou, Herico, Korbe, Lafou, Linsansaran, Manda, Parawol, Sagalé et Tyanguel-Bori.

## Population
En 2016, la préfecture comptait 174 201 habitants.